# Маркино (Ічалківський район)
Ма́ркино (рос. Маркино, ерз. Маркино) — селище у складі Ічалківського району Мордовії, Росія. Входить до складу Ладського сільського поселення.

## Населення
Населення — 5 осіб (2010; 16 у 2002).
Національний склад (станом на 2002 рік):
- росіяни — 94 %